# 伯明翰霍奇希爾 (英國國會選區)
伯明翰霍奇希爾（英語：Birmingham,  Hodge Hill），英國國會一自治市選區，位於英格蘭西米德蘭茲郡伯明翰東部，包括四個地方選區。
本區自1983年創設以來一直支持工黨。2010年大選中工黨的連姆·伯恩以52.0%選票第二次成功連任。